# Hundstrup Sogn
Hundstrup Sogn ist eine Kirchspielsgemeinde (dän.: Sogn)
auf der Insel Fyn (dt.: Fünen) im südlichen Dänemark.
Bis 1970 gehörte sie zur Harde Sallinge Herred im damaligen Svendborg Amt, danach zur Egebjerg Kommune im
Fyns Amt, die im Zuge der  Kommunalreform zum 1. Januar 2007 in der
Svendborg Kommune in der Region Syddanmark aufgegangen ist.
Im Kirchspiel leben 574 Einwohner, davon 267 im Kirchdorf (Stand: 1. Januar 2023).
Im Kirchspiel liegt die Kirche „Hundstrup Kirke“.
Nachbargemeinden sind im Osten Stenstrup Sogn, im Südosten Ollerup Sogn und im Süden Vester Skerninge Sogn und Ulbølle Sogn, ferner in der westlich gelegenen Faaborg-Midtfyn Kommune im Westen Vester Åby Sogn und im Norden Krarup Sogn.